# Енџи Тарнер Кинг
Енџи Лена Тарнер Кинг (9. децембар 1905 — 28. фебруар 2004) била је америчка хемичарка, математичарка и педагог. Радила је као инструктор хемије и математике у средњој школи Западне Вирџиније, а потом и као професор хемије и математике на Државном колеџу Западне Вирџиније (данашњем Универзитету Западне Вирџиније) у Институту.
Рођена 1905. године у сегрегираној рударској заједници Елкхорн, у округу Мекдауел, Западна Вирџинија. Суочила се са тешким детињством након мајчине смрти, када је имала осам година. Средњу лабораторијску школу на Институту Западне Вирџиније завршила је са 14 година, 1919. године. Након тога, студирала је на Институту Блуфилд (данас Државни колеџ Блуфилд), пре него што се пребацила на Државни колеџ Западне Вирџиније (тадашњи Западновирџинијски универзитетски институт). Дипломирала је cum laude 1927. године, стекaвши звање дипломираног хемичара и математичара.
Енџи Тарнер Кинг је започела каријеру у образовању као наставница у средњој школи Западне Вирџиније и у лабораторијској средњој школи Државног колеџа Западне Вирџиније. Истовремено, наставила је академско усавршавање, похађајући летње постдипломске студије на Универзитету Корнел, где је 1931. године магистрирала физичку хемију.
Након осам година предавања у средњој школи, Кинг је постала ванредни професор на Државном колеџу Западне Вирџиније, где је обновила лабораторију, како би унапредила квалитет научних истраживања својих студената.
Током Другог светског рата, предавала је хемију војницима у оквиру специјализованог програма за обуку војске Западне Вирџиније (АСТП). Касније је наставила образовање на Универзитету у Питсбургу, где је 1955. године стекла звање доктора филозофије у општем образовању.
Током каријере, менторисала је неколико истакнутих студената, међу којима су били ентомолошкиња и активисткиња Маргарет С. Колинс, математичарка Кетрин Џонсон и Џаспер Браун Џефрис, научник ангажован на пројекту Менхетн.
Кинг је председавала Одељењем за природне науке и математику Државног колеџа Западне Вирџиније све до пензионисања 1980. године. И након пензије, наставила је да живи на кампусу, а 1992. године колеџ јој је доделио почасну диплому доктора права.

## Младост и образовање
Енџи Лена Тарнер Кинг рођена је 9. децембра 1905. године у рударској заједници Елкхорн, округ Мекдауел, Западна Вирџинија. Била је ћерка Вилијама Тарнера и Лауре Кинг Тарнер, пореклом из Вирџиније, и унука бивших робова који су након еманципације добили земљу, вола и брвнару. Имала је сестру и брата, Силвију и Ирвинга.
Енџи Тарнер Кинг је имала тешко детињство. Мајка јој је преминула када је имала осам година, након чега је послата да живи код баке по мајци, која је због њене тамније боје коже користила пежоративне изразе за њу. Касније се вратила да живи са оцем, неписменим рударом који ју је охрабривао да се посвети образовању. Он је трагично страдао 8. новембра 1927. године, када га је прегазио рударски вагон.
Кинг је завршила средњу школу са 14 година, 1919. године. Захваљујући одличним оценама, наставници су је подстицали да настави школовање. Уписала је Институт за обојене у Блуфилду (данашњи Државни колеџ Блуфилд), а затим се пребацила у Западновирџинијски колегијални институт (данашњи Државни универзитет Западне Вирџиније). Током студија радила је разне послове, укључујући конобарисање и прање судова, како би финансирала школовање.
Године 1927. дипломирала је са почастима (cum laude) на Државном колеџу Западне Вирџиније, стекавши диплому из хемије и математике. У време дипломирања, као њен родни град наведен је Екман.

## Каријера
Кинг је започела своју каријеру у образовању као инструктор хемије и математике у средњој школи Западне Вирџиније, лабораторијској средњој школи при Државном колеџу Западне Вирџиније. Током лета је похађала Универзитет Корнел, самостално финансирајући своје школовање. Њена теза из хемије на Корнелу носила је назив „Интеракција између раствора танинске киселине и хидратизованог гвожђевог оксида“, а 1931. године стекла је звање магистра физичке хемије.
Током своје наставничке каријере била је активна у студентским активностима. 1935. године режирала је средњошколску представу Парада духова Кетрин Кавано. Осам година је предавала у средњој школи Западне Вирџиније пре него што јој је понуђено место професора на Државном колеџу Западне Вирџиније. По доласку на факултет, реновирала је лабораторију како би осигурала да њени студенти стекну практична знања у савременом окружењу. Такође је наставила да подржава студентске активности као спонзор Ну поглавља сестринства Алфа Капа Алфа.
Током лета 1939. године завршила је постдипломске студије из образовања на Универзитету у Чикагу.
Након избијања Другог светског рата, држава Западна Вирџинија је 1943. и 1944. године добила јединицу специјалног програма за обуку војске (АСТП), осмишљеног као одговор на забринутост да ће рат довести до недостатка високообразованих војних официра. Кинг је била један од инструктора у овом програму, предајући хемију војницима. Западна Вирџинија је била један од шест историјски црначких колеџа и универзитета који су добили АСТП јединицу.
Кинг је током раних 1950-их похађала Универзитет у Питсбургу, где је 1955. године стекла звање доктора филозофије у општем образовању. Њена докторска дисертација носила је назив „Анализа раних уџбеника алгебре коришћених у америчким средњим школама пре 1900. године”. Њена магистарска теза и докторска дисертација били су једини објављени резултати њеног истраживачког рада.
Током свог предавачког рада у средњој школи Западне Вирџиније и на Државном колеџу Западне Вирџиније, Кинг је била ментор бројним истакнутим научницима, укључујући ентомолога и активисткињу Маргарет Стрикланд Колинс, математичарку Кетрин Џонсон (познату по својој улози у Скривеним бројкама) и Џаспера Брауна Џефриса, који је радио на пројекту Менхетн.
У једној брошури поводом окупљања бивших ученика средње школе Западне Вирџиније, чак 27 бивших студената је изабрало Кинг као свог омиљеног наставника, а најмање 20 њих је касније завршило постдипломске студије. Кетрин Џонсон ју је истакла као једну од највећих инспирација у свом образовању, назвавши је „дивним учитељем — бистром, брижном и веома ригорозном.“ Кинг је Џонсоновој предавала геометрију у средњој школи и математику на колеџу, настављајући да је подржава и охрабрује током њених студија.

## Каснији живот и смрт
До 1969. године, Кинг је била на челу Одељења за природне науке и математику Државног колеџа Западне Вирџиније. Током 1970-их, путовала је у Африку како би посетила презбитеријанске мисије и истражила положај жена у Заиру, Кенији и Етиопији. Године 1974. одржала је презентацију Статус жена у источној Африци у огранку Америчког удружења универзитетских жена у Луисбургу.
Кинг је такође председавала Комисијом гувернера Западне Вирџиније за статус жена, а 1975. године разговарала са Глоријом Стајнем на конференцији о женама из Апалача у Морис Харви колеџу. Након што се 1980. године пензионисала са Државног колеџа Западне Вирџиније, наставила је да живи на кампусу.
Године 1992, колеџ јој је доделио почасну титулу доктора права у знак признања за њен допринос образовању. Преминула је 28. фебруара 2004. године у Институту, Западна Вирџинија.

## Лични живот

### Брак и породица
Кинг се удала за Роберта Елемора Кинга 9. јуна 1946. године у Институту, Западна Вирџинија. Заједно су имали пет ћерки, које је Кинг одгајала док је истовремено радила и настављала постдипломске студије. Њен супруг Роберт преминуо је 1958. године.

### Припадности и награде
Енџи Тарнер Кинг је уређивала Билтен алумни колеџа Западне Вирџиније, двомесечни часопис удружења бивших студената тог универзитета. Године 1954. постала је прва Алумна године Западне Вирџиније. Била је активна чланица Америчког удружења универзитетских жена, где је обављала функцију другог потпредседника и председника одељења за Западну Вирџинију.
Кинг је била потпредседница централног региона почасног друштва Бета Капа Чи, а 1962. године именована је за главног уредника њиховог Билтена. За свој рад, 1966. године добила је награду овог друштва за изузетне услуге. Била је и члан Америчког хемијског друштва, Академије наука Западне Вирџиније и Америчког удружења универзитетских професора.
Године 1972. изабрана је у извршни одбор Коалиције Западне Вирџиније за чист ваздух. Такође је била активна у Презбитеријанској цркви, као велики члан Удружења председника светских мисија, председавајући за односе Презбитеријанске цркве Гвајандот, као и старешина Данбар Презбитеријанске цркве.
Кинг је била један од оснивача огранка Алфа Омегa Омегa сестринства Алфа Капа Алфа, које је основано у Институту у октобру 1929. године, а званично регистровано 7. новембра исте године. Огранак је деловао као дипломско поглавље Алфа Капа Алфа у области Чарлстон-Институт. Кинг је била председница овог огранка од 1935. до 1937. године, а 1968. одликована је посебним признањем овог сестринства.